# Gregory Carl Johnson
Gregory Carl Johnson (* 30. července 1954 v Seattle, Washington), je americký důstojník námořnictva a kosmonaut. Ve vesmíru byl jednou.

## Život

### Studium a zaměstnání
Absolvoval střední školu West Seattle High School v městě Seattle, stát Washington (zakončil roku 1972) a poté ve studiu pokračoval na University of Washington. Magisterské studium ukončil v roce 1977 a stal se pilotem. Sloužil na několika základnách, V roce 1984 absolvoval pilotní školu USAF Test Pilot School na Edwardsově letecké základně.
V letech 1998 až 2000 absolvoval výcvik budoucích kosmonautů v Houstonu, poté byl zařazen do tamní jednotky astronautů NASA.
Má přezdívku Ray J.
Oženil se, jeho manželkou se stala Christine a mají spolu dvě děti. Později se rozvedli.

### Lety do vesmíru
Na oběžnou dráhu se v raketoplánu dostal jednou, ve funkci pilota při páté a poslední servisní misi Hubbleova vesmírného dalekohledu, strávil ve vesmíru 12 dní, 21 hodin a 38 minut.
Byl 491. člověkem ve vesmíru.
- STS-125, Atlantis (11. května 2009 – 24. května 2009)